# منقوطاي
منقوطاي هي قرية في مقاطعة سراب، إيران. عدد سكان هذه القرية هو 171 في سنة 2006.